# Alex Schlopy
Alex Schlopy (25 juli 1992) is een Amerikaanse freestyleskiër.

## Carrière
Op de wereldkampioenschappen freestyleskiën 2011 in Deer Valley veroverde Schlopy de wereldtitel op het onderdeel slopestyle. De Amerikaan won in 2011 goud op het onderdeel big air tijdens de Winter X Games. Bij zijn wereldbekerdebuut, in januari 2013 in Copper Mountain, eindigde hij op de zevende plaats. In Voss nam Schlopy deel aan de wereldkampioenschappen freestyleskiën 2013, op dit toernooi eindigde hij als tiende op het onderdeel slopestyle.

## Resultaten

### Wereldkampioenschappen
| Jaar | Plaats      | Resultaten     |
| ---- | ----------- | -------------- |
| 2011 | Deer Valley | Slopestyle     |
| 2013 | Voss        | 10e Slopestyle |

### Wereldbeker
Eindklasseringen
| Seizoen   | Algm | SS  |
| --------- | ---- | --- |
| 2012/2013 | 137e | 26e |
| 2013/2014 | 121e | 28e |